# Avistar

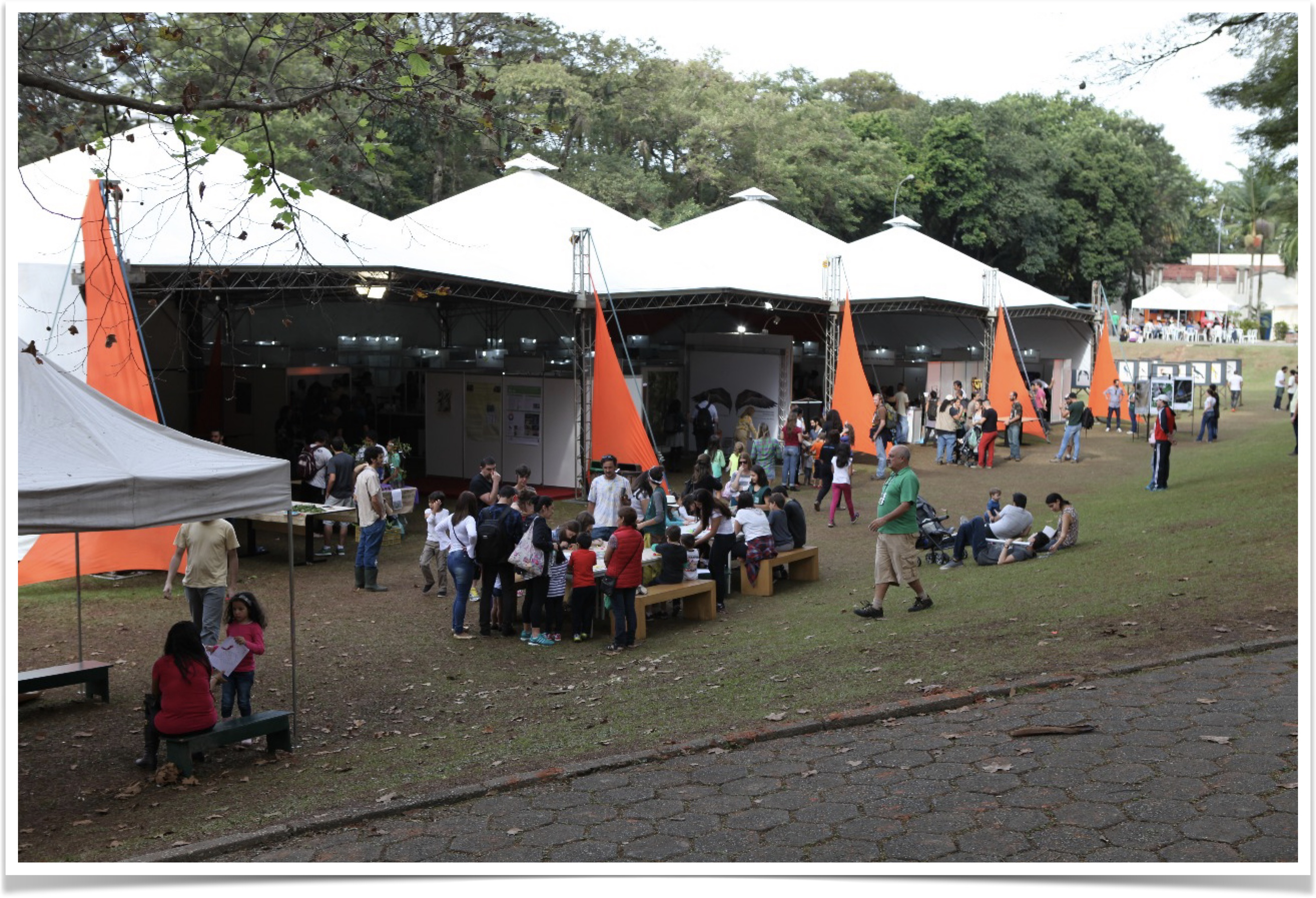
Visão externa do AV2015 no Instituto Butantã

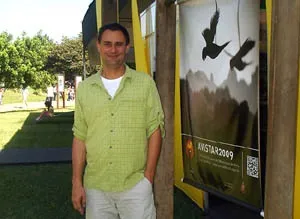
Guto Carvalho - organizador do AvistarBrasil

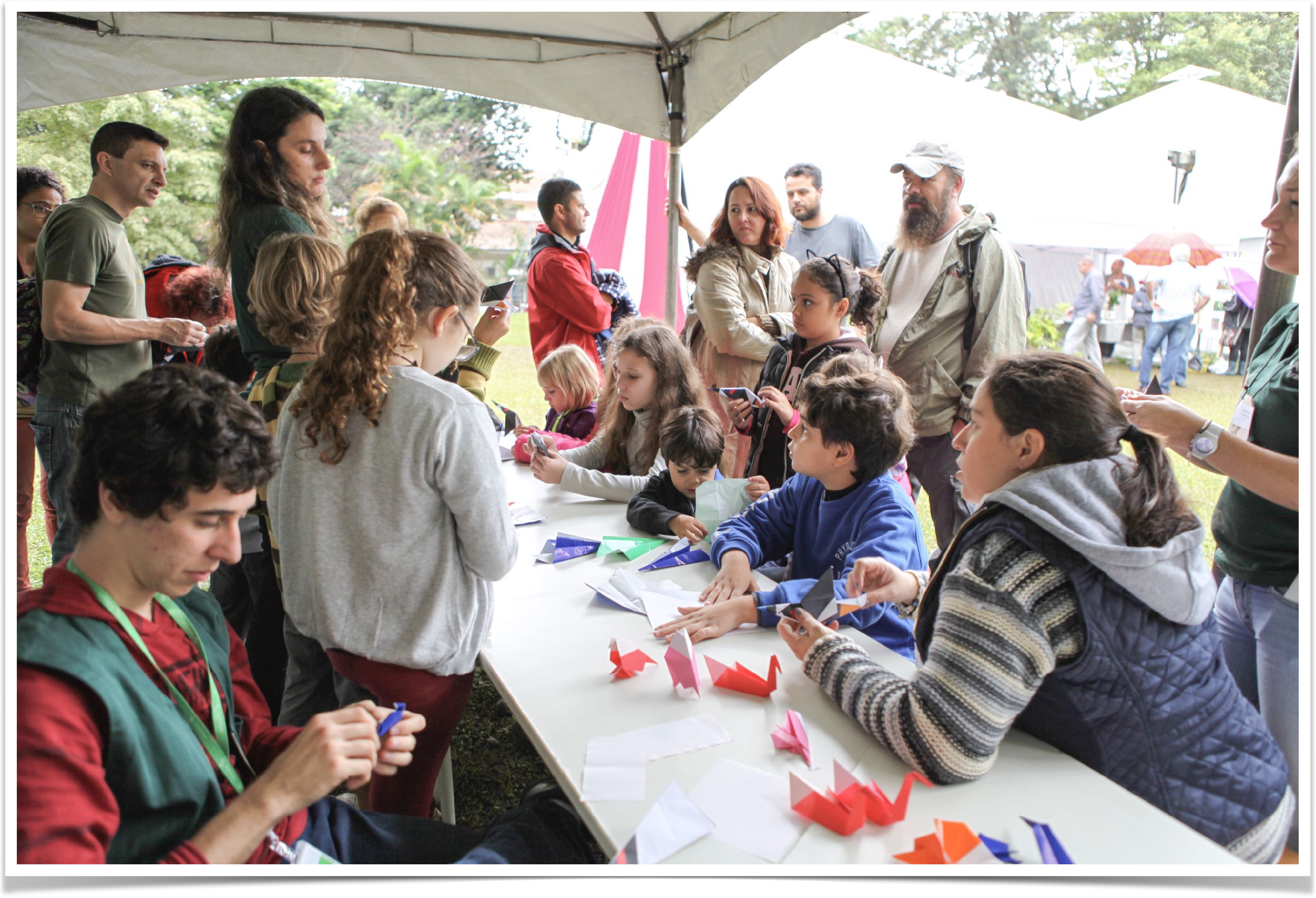
Mesa do Origami de aves no Avistar 2013 no Parque Villa Lobos

Avistar ou Encontro Brasileiro de Observação de Aves, é um evento anual que ocorre em São Paulo  e tem como objetivo  promover a  observação de aves e natureza.  com enfoque no registro, conservação e conhecimento da avifauna bem como na relação com a natureza, o turismo responsável e a ciência cidadã.
Avistar é uma Feira, Congresso e Festival. Tem uma série de oficinas e atividades infantis, (AvistarKids) e por ser uma rede reúne pessoas interessadas em promover o conhecimento e a conservação das aves brasileiras.
Avistar Brasil, como também é conhecida, tem abrangência nacional e é considerado o mais simpático evento de observação de aves da América Latina . Outras localidades que tiveram edições estaduais ou regionais incluem Brasília, Manaus, Rio Branco, Vale Europeu, Vitória, Campo Grande, Rio de Janeiro, Belo Horizonte entre outros.

## Histórico
AvistarBrasil surgiu como uma rede e um evento para agregar a crescente comunidade de observadores de aves que em meados dos anos 2000 começou a se encontrar em Clubes de Observação de Aves, em grupos online de discussão e nas incipientes redes sociais. Mais especificamente, a rede Avistar foi gestada entre os participantes do grupo de email BirdwatchingBR, criado por Martha Argel e outros no ano de 2005. Havia à época um consenso sobre a necessidade e oportunidade de criar um evento nacional que reunisse a crescente comunidade de observadores de aves. Foi criado um grupo de trabalho com integrantes como Luiz Fernando Figueiredo, Tietta Pivatto, Martha Argel, Fernanda Mello, Fernando Straube e Guto Carvalho, entre outros. Definiu-se que o evento aconteceria em São Paulo e que Guto Carvalho, por sua experiência em produção e por residir na cidade, seria o coordenador dessa edição. A primeira edição aconteceu entre os dias 1º e 3 de junho de 2006, no Centro Universitário SENAC em Interlagos, zona sul da Capital São Paulo. AvistarBrasil consolidou-se, tornou-se anual e desde então Guto Carvalho em parceria com Suzi Camargo e Erika Hingst-Zaher segue como realizador do evento, que teve edições no Parque Villa-Lobos, no Instituto Butantan e na Cidade Universitária USP.

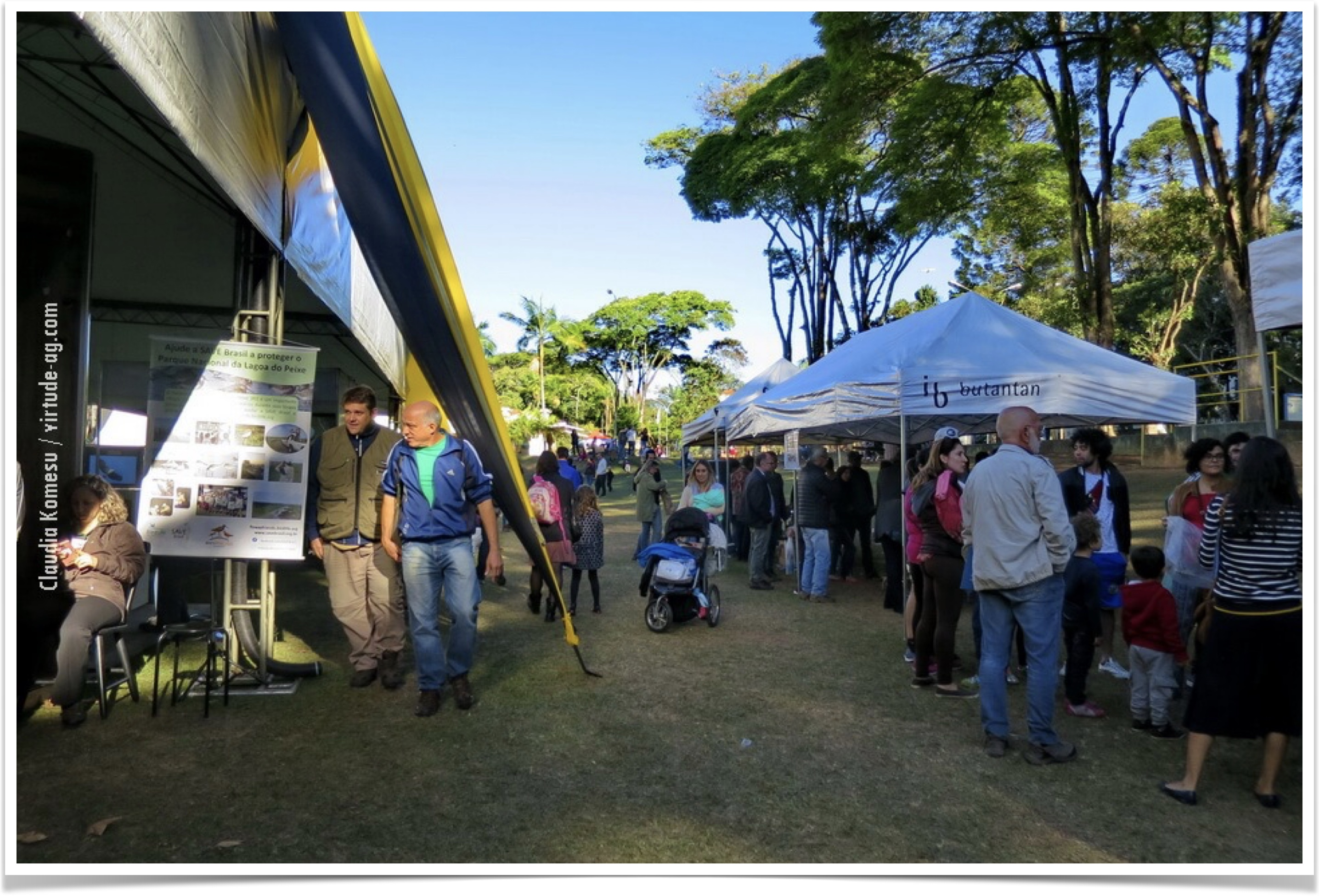
Visão da área externa da feira Avistar 2017

Ao longo de sua história AvistarBrasil sempre procurou trabalhar em uma perspectiva de rede e estabeleceu inúmeras parcerias temporárias e permanentes com entidades preocupadas com a conservação e o conhecimento das aves no Brasil como a SAVE Brasil, Centro de Estudos Ornitológicos (CEO) e SBO - Sociedade Brasileira de Ornitologia, ABETA, FAPESP,  da mesma forma atuou junto a entidades públicas e orgões governamentais, como por exemplo. Fundação Florestal - SP, ICMBio nas definição de políticas públicas e normativas para as prática de turismo de observação em Unidades de Conservação.
- 2006 - Centro Universitário Senac[11]
- 2007 - Parque Villa Lobos[12]
- 2008 - Parque Villa Lobos[13][14]
- 2009 - Parque Villa Lobos[15]
- 2010 - Parque Villa Lobos
- 2011 - Parque Villa Lobos
- 2012 - Parque Villa Lobos
- 2013 - Parque Villa Lobos
- 2014 - Parque Villa Lobos[16]
- 2015 - Instituto Butantan[17]
- 2016 - Instituto Butantan
- 2017 - Instituto Butantan
- 2018 - Instituto Butantan
- 2019 - Cidade Universitário USP
- 2020 - Avistar Conecta - Edição Pandêmica Online
- 2021 - Avistar Conecta - Edição Pandêmica Online
- 2023 - Cidade Universitária USP

## Concurso Avistar de Fotografias
Uma das iniciativas pioneira da Avistar foi a realização de concurso de fotografias - inicialmente em parceria com o banco Itaú BBA e o portal O ECO  foi lançado em 2007 o 1º o Concurso Avistar ItaúBBA de Fotografia de Aves  que recebeu uma significativa participação com 4.959 fotografias inscritas. Foram realizadas um total de seis edições do concurso em âmbito nacional e duas edições internacionais, em parceria com a Lynx Editora, de Barcelona.

## AvistarConecta
Entre os anos de 2020 e 2022 Avistar teve sua realização suspensa em virtude da pandemia. Como alternativa foi criado um canal de conteúdo no Youtube -  AvistarConecta - Onde foram realizadas cerca de quinhentas palestras online - lives - sobre os mais diversos conteúdos ligados à observação de aves e natureza. Uma das iniciativas mais interessantes foi o Janelives - um coletivo de transmissões ao vivo de comedouros de aves em todo o Brasil. Chegaram a ter mais de trinta comedouros simultâneos transmitindo   suas aves com comentários e análises ao vivo. Essa experiência gerou um artigo publicado na revista  Ornithology Research sobre as aves observadas ao longo do ano pelo coletivo de observadores.